# Na folwarku (obraz Józefa Chełmońskiego)
Na folwarku (Na podwórzu) – obraz olejny autorstwa Józefa Chełmońskiego, namalowany w 1875 roku.

## Historia
Obraz powstał w 1875 roku w Warszawie; rok wcześniej, w marcu 1874 roku malarz przebywał na Ukrainie. Możliwe, że przedstawiona scenka rodzajowa została zainspirowana życiem w ukraińskim majątku Lechaczycha, dokąd artysta przyjeżdżał, aby odwiedzać Ułaszynów, swych krewnych. Obraz został wystawiony w Towarzystwie Zachęty Sztuk Pięknych pod tytułem Na podwórku w 1875 roku. Malarz wysłał obraz na Międzynarodową Wystawę w Düsseldorfie w 1904 roku, gdzie wystawiono wówczas także jego obraz Potok. Dzieło zostało kupione do muzeum od Tadeusza Natansona w 1907 roku. Znajduje się w kolekcji Muzeum Narodowego w Krakowie (numer inwentarzowy: MNK II-a-428, wcześniej pod numerem 73413), jest eksponowane w Galerii Sztuki Polskiej XIX wieku w Sukiennicach.

## Charakterystyka
Obraz został namalowany techniką olejną na płótnie, ma wymiary 85 na 143 cm (lub 142 cm). Płótno wygląda niczym fotografia z życia folwarku szlacheckiego; ulotność chwili podkreśla kompozycja sprawiająca wrażenie przypadkowej, która jednak w rzeczywistości jest dobrze wyważona. Scena jest dosyć statyczna: na folwarku stajenny z czapką w ręce pokazuje konia dwóm mężczyznom – stary szlachcic przygląda się i ocenia tegoż karego konia stojącego bokiem do mężczyzn, obok niego stoi młody szlachcic, ubrany w żółtokremowy płaszcz; na konia patrzy także pies, obok kobieta w białej sukni głaszcze psy, które się do niej łaszą. Kompozycja została zdynamizowana umieszczeniem trójki nieosiodłanych koni po prawej stronie kompozycji, z którymi mocuje się parobek. W tle zachodzi słońce oraz widoczne są zabudowania: zagroda oraz stajnia, a także sterta zboża i pracujący przy niej ludzie. W odmalowaniu niektórych postaci widać rys satyryczny – oddane realia zostały namalowane z nieczęstym u Józefa Chełmońskiego poczuciem rubasznego humoru. Obraz ma pogodny charakter, dzięki zastosowanej jasnej gamie kolorystycznej i oddaniu rozproszonego jesiennego światła.
Płótno sygnowane w prawym dolnym rogu: JÓZEF CHEŁMOŃSKI 1875 W WARSZAWIE.

## Odbiór krytyczny
Dzieło nie zyskało uznania u ówczesnych warszawskich krytyków, autorowi zarzucano m.in. trywialność. Władysław Bartkiewicz napisał o autorze płótna w „Bluszczu”: Goniąc za oryginalnością pomysłów, [Chełmoński] wpada w dziwaczność i brak smaku. Bolesław Prus wypowiedział się o obrazie z ironią w „Kurierze Warszawskim” w swojej Kronice tygodniowej: weź czworokątne płótno, górną część zamaż berlinerblauem, dolną ekstraktem z brudnej ścierki, a będziesz mieć krajobraz à la Chełmoński. Osadź na nim chłopa tyłem do publiczności, parę figlujących psów, pociągnij to wszystko lekkim werniksem olbrzymiego talentu, a będziesz mieć noc letnią! Henryk Struve na łamach „Kłosów” w odniesieniu do dzieła wytknął mu: przesadny realizm oraz wymuszoną prozaiczność, niezgodę z wymaganiami piękna i harmonii. Historyk sztuki Tadeusz Dobrowolski uznał obraz za swoiste arcydzieło, opowieść o kresowym folwarku szlacheckim.